# Genoa 1893 1985-1986
Questa voce raccoglie le informazioni riguardanti il Genoa 1893 nelle competizioni ufficiali della stagione 1985-1986.

## Stagione
Nella stagione 1985-1986 il Genoa ottiene con 40 punti il settimo posto nel campionato di Serie B. Cambio della guardia alla presidenza, dopo quasi venti anni Renzo Fossati lascia il posto ad Aldo Spinelli, che conferma il tecnico Tarcisio Burgnich, e chiama Sandro Mazzola come General manager. Un campionato molto regolare quello dei grifoni con 20 punti raccolti sia all'andata che nel ritorno, la somma di 40 punti vale il settimo posto. Miglior marcatore stagionale Luigi Marulla autore di 9 reti, 2 in Coppa Italia e 7 reti in campionato. Quello cadetto in questa stagione è stato un torneo condizionato dal secondo scandalo del calcio-scommesse, i cui verdetti hanno modificato alcuni risultati sanciti dal campo. Promosse Ascoli, Brescia ed Empoli, sul campo terza e promossa il Lanerossi Vicenza, poi retrocessa ancora in Serie B a vantaggio dei toscani. Alcune squadre hanno subìto penalizzazioni da scontare nel prossimo campionato, Lazio 9 punti, Palermo, Cagliari e Triestina 5 punti, il Perugia retrocesso ripartirà dalla Serie C2. Il Genoa se n'è rimasto fuori dai pasticci, non ha ottenuto la promozione che voleva e si è accontentato del settimo posto.
Nella Coppa Italia il Genoa disputa il sesto girone di qualificazione, che promuove agli ottavi di finale Udinese e Milan, raccogliendo quattro pareggi ed una sconfitta.

## Divise e sponsor
La maglia per le partite casalinghe presentava i colori rossoblù, calzoncini blu, calzettoni blu con banda rossa.

## Organigramma societario
Area direttiva
- Presidente: Aldo Spinelli
- Direttore sportivo: Spartaco Landini
- General manager: Sandro Mazzola
- Segretario: rag. Amedeo Garibotti

Area tecnica
- Allenatore: Tarcisio Burgnich
- Allenatore Primavera: Attilio Perotti
- Medico sociale: prof. Pierluigi Gatto
- Massagiatore: Gerolamo Craviotto

## Rosa
| N. |                   | Ruolo | Calciatore           |
| -- | ----------------- | ----- | -------------------- |
|    | Italia (bandiera) | P     | Giovanni Cervone     |
|    | Italia (bandiera) | P     | Nevio Favaro         |
|    | Italia (bandiera) | D     | Graziano Bini        |
|    | Italia (bandiera) | D     | Luigi Corino         |
|    | Italia (bandiera) | D     | Mario Faccenda       |
|    | Italia (bandiera) | D     | Roberto Policano     |
|    | Italia (bandiera) | D     | Claudio Testoni      |
|    | Italia (bandiera) | D     | Vincenzo Torrente    |
|    | Italia (bandiera) | D     | Angelo Trevisan      |
|    | Italia (bandiera) | C     | Giorgio Boscolo      |
|    | Italia (bandiera) | C     | Giuseppe Maria Butti |
|    | Italia (bandiera) | C     | Gianluca Dall'Orso   |
|    | Italia (bandiera) | C     | Stefano Eranio       |

| N. |                   | Ruolo | Calciatore            |
| -- | ----------------- | ----- | --------------------- |
|    | Italia (bandiera) | C     | Giovanni Ivano Guerra |
|    | Italia (bandiera) | C     | Giancarlo Marini      |
|    | Italia (bandiera) | C     | Massimo Mauti         |
|    | Italia (bandiera) | C     | Francesco Mileti      |
|    | Italia (bandiera) | C     | Paolo Scalzi          |
|    | Italia (bandiera) | C     | Ferdinando Signorelli |
|    | Italia (bandiera) | C     | Andrea Spallarossa    |
|    | Italia (bandiera) | C     | Giuseppe Spampinato   |
|    | Italia (bandiera) | A     | Gaetano Auteri        |
|    | Italia (bandiera) | A     | Marco Ferraris        |
|    | Italia (bandiera) | A     | Andrea Mariano        |
|    | Italia (bandiera) | A     | Luigi Marulla         |
|    | Italia (bandiera) | A     | Oscar Tacchi          |

## Risultati

### Serie B

#### Girone di andata
| Arbitro: | Cassi (Pisa) |

|                                 |           |  |
| O. Tacchi 24’ Mileti 27’ (rig.) | Marcatori |  |

| Arbitro: | Da Pozzo (Monza) |

|               |           |              |
| Pasciullo 55’ | Marcatori | 88’ Ferraris |

| Arbitro: | Bianciardi (Siena) |

|                |           |  |
| Bernardini 64’ | Marcatori |  |

| Arbitro: | Boschi (Parma) |

|                          |           |  |
| Faccenda 16’ Marulla 86’ | Marcatori |  |

| Arbitro: | Bruschini (Firenze) |

|           |           |           |
| Surro 75’ | Marcatori | 57’ Butti |

| Arbitro: | Esposito (Torre del Greco) |

|              |           |               |
| Policano 90’ | Marcatori | 75’ Bonometti |

| Arbitro: | Vecchiatini (Bologna) |

|                    |           |            |
| F. Romano 23’, 51’ | Marcatori | 5’ Marulla |

| Arbitro: | Pezzella (Frattamaggiore) |

|             |           |  |
| Marulla 51’ | Marcatori |  |

| Arbitro: | Testa (Prato) |

|                            |           |               |
| Vincenzi 20’ Marchetti 90’ | Marcatori | 75’ O. Tacchi |

| Arbitro: | Ongaro (Rovigo) |

|                                        |           |  |
| De Martino 2’ Roselli 80’ Rebonato 90’ | Marcatori |  |

| Arbitro: | Tubertini (Bologna) |

|                          |           |  |
| O. Tacchi 26’ Mileti 55’ | Marcatori |  |

| Arbitro: | Luci (Firenze) |

|               |           |  |
| O. Tacchi 24’ | Marcatori |  |

| Arbitro: | Leni (Perugia) |

|                    |           |           |
| Garlini 89’ (rig.) | Marcatori | 20’ Butti |

| Arbitro: | Greco (Lecce) |

|                        |           |                                      |
| Policano 21’ Butti 75’ | Marcatori | 45’ (rig.) Luca Cecconi 82’ Casaroli |

| Arbitro: | Frigerio (Milano) |

|                                                  |           |                        |
| Borghi 30’ (rig.) Canuti 38’ Torrente 81’ (aut.) | Marcatori | 19’ Butti 34’ Policano |

| Arbitro: | Ongaro (Rovigo) |

|              |           |  |
| Policano 44’ | Marcatori |  |

| Bologna 5 gennaio 1986 17ª giornata | Bologna             | 0 – 0 | Genoa | Stadio Renato Dall'Ara\| Arbitro: \| Lamorgese (Potenza) \| |
| Arbitro:                            | Lamorgese (Potenza) |       |       |                                                             |

| Arbitro: | Fabricatore (Roma) |

|             |           |  |
| Marulla 31’ | Marcatori |  |

| Arbitro: | Magni (Bergamo) |

|                         |           |  |
| Fattori 20’ Ferrari 65’ | Marcatori |  |

#### Girone di ritorno
| Arbitro: | Bianciardi (Siena) |

|             |           |  |
| Vagheggi 7’ | Marcatori |  |

| Arbitro: | Lombardo (Marsala) |

|                    |           |  |
| Montani 17’ (aut.) | Marcatori |  |

| Arbitro: | Vecchiatini (Bologna) |

|                                        |           |                |
| Marulla 15’, 82’ (rig.) Mauti 49’, 84’ | Marcatori | 87’ Bernardini |

| Palermo 16 febbraio 1986 23ª giornata | Palermo            | 0 – 0 | Genoa | Stadio La Favorita\| Arbitro: \| D'Innocenzo (Roma) \| |
| Arbitro:                              | D'Innocenzo (Roma) |       |       |                                                        |

| Arbitro: | Novi (Pisa) |

|                                 |           |  |
| Mileti 29’ (rig.) O. Tacchi 83’ | Marcatori |  |

| Arbitro: | Testa (Prato) |

|              |           |  |
| Chiodini 54’ | Marcatori |  |

| Arbitro: | Sguizzato (Verona) |

|               |           |  |
| O. Tacchi 17’ | Marcatori |  |

| Cesena 16 marzo 1986 27ª giornata | Cesena            | 0 – 0 | Genoa | Stadio La Fiorita\| Arbitro: \| Mattei (Macerata) \| |
| Arbitro:                          | Mattei (Macerata) |       |       |                                                      |

| Arbitro: | Longhi (Roma) |

|               |           |  |
| O. Tacchi 86’ | Marcatori |  |

| Genova 6 aprile 1986 29ª giornata | Genoa                       | 0 – 0 | Pescara | Stadio Luigi Ferraris\| Arbitro: \| Pellicanò (Reggio Calabria) \| |
| Arbitro:                          | Pellicanò (Reggio Calabria) |       |         |                                                                    |

| Arbitro: | Coppetelli (Tivoli) |

|                           |           |  |
| Bongiorni 36’ Chiorri 55’ | Marcatori |  |

| Arbitro: | Paparesta (Bari) |

|                        |           |               |
| G. Pagliari 20’ (rig.) | Marcatori | 89’ O. Tacchi |

| Arbitro: | Cornieti (Forlì) |

|             |           |              |
| Marulla 38’ | Marcatori | 84’ G. Corti |

| Arbitro: | Pellicanò (Reggio Calabria) |

|                  |           |  |
| Mileti 3’ (aut.) | Marcatori |  |

| Arbitro: | Bruschini (Firenze) |

|              |           |  |
| Ferraris 48’ | Marcatori |  |

| Monza 25 maggio 1986 35ª giornata | Monza             | 0 – 0 | Genoa | Stadio Gino Alfonso Sada\| Arbitro: \| Tuveri (Cagliari) \| |
| Arbitro:                          | Tuveri (Cagliari) |       |       |                                                             |

| Arbitro: | Da Pozzo (Monza) |

|  |           |               |
|  | Marcatori | 57’ Marronaro |

| Arbitro: | Amendolia (Messina) |

|              |           |                        |
| F. Raggi 50’ | Marcatori | 10’ Mileti 61’ Mariano |

| Arbitro: | Pairetto (Torino) |

|            |           |                                |
| Auteri 67’ | Marcatori | 60’ Turrini 69’ (rig.) Ferrari |

### Coppa Italia

#### Sesto girone
| Arbitro: | Pairetto (Torino) |

|                         |           |                              |
| Faccenda 8’ Marulla 90’ | Marcatori | 68’ (aut.) Mileti 74’ Virdis |

| Arbitro: | Vecchiatini (Bologna) |

|              |           |              |
| Ugolotti 40’ | Marcatori | 81’ Policano |

| Arbitro: | Leni (Perugia) |

|                                                              |           |  |
| Criscimanni 14’ Storgato 48’ A. Colombo 66’ A. Carnevale 68’ | Marcatori |  |

| Arbitro: | Tarallo (Como) |

|            |           |                |
| Marulla 1’ | Marcatori | 46’ D'Agostino |

| Cagliari 4 settembre 1985 5ª giornata | Cagliari     | 0 – 0 | Genoa | Stadio Sant'Elia\| Arbitro: \| Baldi (Roma) \| |
| Arbitro:                              | Baldi (Roma) |       |       |                                                |

## Statistiche

### Statistiche di squadra
| Competizione | Punti | In casa | In casa | In casa | In casa | In casa | In casa | In trasferta | In trasferta | In trasferta | In trasferta | In trasferta | In trasferta | Totale | Totale | Totale | Totale | Totale | Totale | DR |
| Competizione | Punti | G       | V       | N       | P       | Gf      | Gs      | G            | V            | N            | P            | Gf           | Gs           | G      | V      | N      | P      | Gf     | Gs     | DR |
| ------------ | ----- | ------- | ------- | ------- | ------- | ------- | ------- | ------------ | ------------ | ------------ | ------------ | ------------ | ------------ | ------ | ------ | ------ | ------ | ------ | ------ | -- |
| Serie B      | 40    | 19      | 13      | 4       | 2       | 25      | 8       | 19           | 1            | 8            | 10           | 10           | 23           | 38     | 14     | 12     | 12     | 35     | 31     | +4 |
| Coppa Italia | 4     | 2       | 0       | 2       | 0       | 3       | 3       | 3            | 0            | 2            | 1            | 1            | 5            | 5      | 0      | 4      | 1      | 4      | 8      | -4 |
| Totale       |       | 21      | 13      | 6       | 2       | 28      | 11      | 22           | 1            | 10           | 11           | 11           | 28           | 43     | 14     | 16     | 13     | 39     | 39     | 0  |

### Statistiche dei giocatori
| Giocatore      | Serie B  | Serie B | Serie B     | Serie B    | Coppa Italia | Coppa Italia | Coppa Italia | Coppa Italia | Totale   | Totale | Totale      | Totale     |
| Giocatore      | Presenze | Reti    | Ammonizioni | Espulsioni | Presenze     | Reti         | Ammonizioni  | Espulsioni   | Presenze | Reti   | Ammonizioni | Espulsioni |
| -------------- | -------- | ------- | ----------- | ---------- | ------------ | ------------ | ------------ | ------------ | -------- | ------ | ----------- | ---------- |
| G. Auteri      | 15       | 1       | ?           | ?          | ?            | ?            | ?            | ?            | 15+      | 1+     | ?           | ?          |
| G. Bini        | 18       | 0       | ?           | ?          | ?            | ?            | ?            | ?            | 18+      | 0+     | ?           | ?          |
| G. Boscolo     | 32       | 0       | ?           | ?          | ?            | ?            | ?            | ?            | 32+      | 0+     | ?           | ?          |
| G. Butti       | 29       | 4       | ?           | ?          | ?            | ?            | ?            | ?            | 29+      | 4+     | ?           | ?          |
| G. Cervone     | 37       | -31     | ?           | ?          | ?            | ?            | ?            | ?            | 37+      | -31+   | ?           | ?          |
| L. Corino      | 6        | 0       | ?           | ?          | ?            | ?            | ?            | ?            | 6+       | 0+     | ?           | ?          |
| G. Dall'Orso   | 1        | 0       | ?           | ?          | ?            | ?            | ?            | ?            | 1+       | 0+     | ?           | ?          |
| S. Eranio      | 13       | 0       | ?           | ?          | ?            | ?            | ?            | ?            | 13+      | 0+     | ?           | ?          |
| M. Faccenda    | 37       | 1       | ?           | ?          | ?            | ?            | ?            | ?            | 37+      | 1+     | ?           | ?          |
| N. Favaro      | 1        | 0       | ?           | ?          | ?            | ?            | ?            | ?            | 1+       | 0+     | ?           | ?          |
| M. Ferraris    | 12       | 2       | ?           | ?          | ?            | ?            | ?            | ?            | 12+      | 2+     | ?           | ?          |
| G. Guerra      | 24       | 0       | ?           | ?          | ?            | ?            | ?            | ?            | 24+      | 0+     | ?           | ?          |
| A. Mariano     | 2        | 1       | ?           | ?          | ?            | ?            | ?            | ?            | 2+       | 1+     | ?           | ?          |
| G. Marini      | 15       | 0       | ?           | ?          | ?            | ?            | ?            | ?            | 15+      | 0+     | ?           | ?          |
| L. Marulla     | 32       | 7       | ?           | ?          | ?            | ?            | ?            | ?            | 32+      | 7+     | ?           | ?          |
| M. Mauti       | 22       | 2       | ?           | ?          | ?            | ?            | ?            | ?            | 22+      | 2+     | ?           | ?          |
| F. Mileti      | 32       | 4       | ?           | ?          | ?            | ?            | ?            | ?            | 32+      | 4+     | ?           | ?          |
| R. Policano    | 30       | 4       | ?           | ?          | ?            | ?            | ?            | ?            | 30+      | 4+     | ?           | ?          |
| P. Scalzi      | 1        | 0       | ?           | ?          | ?            | ?            | ?            | ?            | 1+       | 0+     | ?           | ?          |
| F. Signorelli  | 5        | 0       | ?           | ?          | ?            | ?            | ?            | ?            | 5+       | 0+     | ?           | ?          |
| A. Spallarossa | 8        | 0       | ?           | ?          | ?            | ?            | ?            | ?            | 8+       | 0+     | ?           | ?          |
| G. Spampinato  | 1        | 0       | ?           | ?          | ?            | ?            | ?            | ?            | 1+       | 0+     | ?           | ?          |
| O. Tacchi      | 28       | 8       | ?           | ?          | ?            | ?            | ?            | ?            | 28+      | 8+     | ?           | ?          |
| C. Testoni     | 21       | 0       | ?           | ?          | ?            | ?            | ?            | ?            | 21+      | 0+     | ?           | ?          |
| V. Torrente    | 21       | 0       | ?           | ?          | ?            | ?            | ?            | ?            | 21+      | 0+     | ?           | ?          |
| A. Trevisan    | 36       | 0       | ?           | ?          | ?            | ?            | ?            | ?            | 36+      | 0+     | ?           | ?          |